# Естонија на Светском првенству у атлетици у дворани 2016.
Естонија је на 16. Светском првенству у атлетици у дворани 2016. одржаном у Портланду од 17. до 20. марта учествовала тринаести пут, односно учествовала је под данашњим именом на свим првенствима од 1993. до данас. Репрезентацију Естоније представљала су два атлетичара (1 мушкарац и 1 жена), који су се такмичили у две дисциплине.,
На овом првенству Естонија није освојила ниједну медаљу. Није остварен ни један рекорд. У табели успешности према броју и пласману такмичара који су учествовали у финалним такмичењима (првих 8 такмичара) Естонија је са 1 учесником у финалу делила 47. место са 2 бода.
| Плас. | Земља    | 1. место | 2. место | 3. место | 4. место | 5. место | 6. место | 7. место | 8. место | Бр. финал. | Бод. |
| ----- | -------- | -------- | -------- | -------- | -------- | -------- | -------- | -------- | -------- | ---------- | ---- |
| =47.  | Естонија | 0        | 0        | 0        | 0        | 0        | 0        | 1        | 0        | 1          | 2    |

## Учесници
| Мушкарци: - Марек Нит — 400 м | Жене: - Ксенија Балта — Скок удаљ |  |

## Резултати

### Мушкарци
| Атлетичар | Дисциплина | Лични рекорд | Квалификација | Квалификација | Полуфинале           | Полуфинале           | Финале               | Финале       | Детаљи                                  |
| Атлетичар | Дисциплина | Лични рекорд | Резултат      | Место         | Резултат             | Место                | Резултат             | Место        | Детаљи                                  |
| --------- | ---------- | ------------ | ------------- | ------------- | -------------------- | -------------------- | -------------------- | ------------ | --------------------------------------- |
| Марек Нит | 400 м      | 45,99 НР     | 47,39         | 4. у гр. 3    | Није се квалификовао | Није се квалификовао | Није се квалификовао | 18 / 26 (30) | Архивирано на веб-сајту (26. март 2016) |

### Жене
| Атлетичарка   | Дисциплина | Лични рекорд | Квалификација | Квалификација | Финале   | Финале      | Детаљи                                   |
| Атлетичарка   | Дисциплина | Лични рекорд | Резултат      | Место         | Резултат | Место       | Детаљи                                   |
| ------------- | ---------- | ------------ | ------------- | ------------- | -------- | ----------- | ---------------------------------------- |
| Ксенија Балта | Скок удаљ  | 6,87 НР      |               |               | 6,60     | 7 / 14 (16) | Архивирано на веб-сајту (2. јануар 2017) |